# Camarada X
 Camarada X  (Comrade X) és una pel·lícula estatunidenca dirigida per King Vidor, estrenada el 1940 i produïda per la Metro-Goldwyn-Mayer.

## Argument
En la Unió Soviètica, el periodista americà McKinley "Mac" Thompson (Gable) secretament escriu històries poc afavoridores sobre la Unió Soviètica, atribuïdes al "Camarada X", pel seu diari. La seva identitat és descoberta pel seu ajudant, Vanya (Felix Bressart), que fa xantatge a Mac, fent-li prometre que aconseguirà treure del país la seva filla, Theodore (Lamarr) conductora de tramvies. Theodore acorda un matrimoni fals i així pot estendre el missatge dels beneficis del comunisme a la resta del món. Tanmateix, el comissari Vasiliev (Oskar Homolka) intenta desemmascarar i arrestar el Camarada X.

## Repartiment

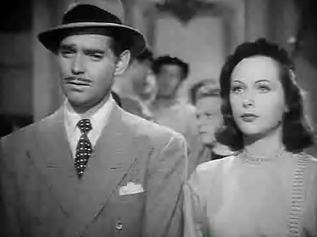
Clark Gable i Hedy Lamarr

- Clark Gable: McKinley B. 'Mac' Thompson
- Hedy Lamarr: Golubka, Theodore Yahupitz/Lizvanetchka 'Lizzie'
- Oskar Homolka: Comissari Vasiliev
- Felix Bressart: Igor Yahupitz/Vanya
- Eve Arden: Jane Wilson
- Sig Ruman: Emil Von Hofer
- Natasha Lytess: Olga Milanava
- Vladimir Sokoloff: Michael Bastakoff
- Edgar Barrier: Rubick
- Georges Renavent: Laszlo
- Mikhail Rasumny: Oficial rus

## Nominacions
- Oscar al millor guió original